# Fasanvej station
Fasanvej station är en järnvägsstation i stadsdelen Frederiksberg i Köpenhamn som betjänar linjerna M1 och M2 på Köpenhamns metro. Den öppnade 12 oktober 2003 som Solbjerg station och fick sitt nuvarande namn 25 september 2006.
Det har tidigare funnits en S-tågstation på platsen som hette Solbjerg station. Den invigdes 13 december 1986 och låg på linjen mellan Vanløse och Frederiksberg station. Solbjerg blev linjens slutstation när Frederiksberg station stängdes 20 juni 1998. S-tågstrafiken lades ned 1 januari 2020 och linjen omvandlades till en metrolinje. 